# 劳麦乡
劳麦乡（藏語：ལུ་སྨད་），是中华人民共和国西藏自治区那曲市色尼区下辖的一个乡镇级行政单位。

## 行政区划
劳麦乡下辖以下地区：
祖曲村、那布村、帕村、杂拉村、果庆村、贡玛村、姜垌村和志龙村。